# Moskovsko-litovske vojne
Moskovsko-litovske vojne, znane tudi kot rusko-litovske vojne ali preprosto moskovske vojne ali litovske vojne, so bile niz vojn med Veliko litovsko kneževino, ki je bila v zavezništvu s Kraljevino Poljsko, in Moskovsko veliko kneževino, ki se je kasneje združila z drugimi ruskimi kneževinami in sčasoma prerasla v Rusko carstvo. Po več porazih v vojnah z Ivanom III. in Vasilijem III. so se Litovci vse bolj zanašali na poljsko pomoč, ki je sčasoma postala pomemben dejavnik pri oblikovanju poljsko-litovske skupne države. Pred prvim nizom vojn v 15. stoletju je Velika litovska kneževina po propadu Kijevske Rusije po mongolskih vpadih vladala obsežnemu območju vzhodne Evrope od Kijeva do Možajska. Med vojnami, zlasti v 16. stoletju, so Moskovčani razširili svojo oblast proti zahodu in prevzeli nadzor nad številnimi kneževinami.

## Zgodovinsko ozadje

### Prvi spopadi
Ruski knezi so se odločili za svoj prvi pohod, potem ko so Litovci napadli obmejno območje in oropali številne miroljubne Ruse. Aleksander Nevski se je odpravil na pohod v Litvo, kjer je osvobodil vse ujetnike in premagal Litovce pri Žižičkem jezeru. Aleksandru so se na poti domov Litovci poskušali maščevati, a so bili ponovno premagani.

### 14. stoletje: Litvanska ekspanzija
Moskovska velika kneževina in Litva sta se med seboj vojskovali od vladavine Gediminasa, ki je premagal koalicijo rusinskih knezov v bitki na reki Irpin in zasedel Kijev, nekdanjo prestolnico Kijevske Rusije. Do sredine 14. stoletja je  Litva zavzela Černigov in Severijo.  Gediminasov naslednik Algirdas se je povezal s Tversko kneževino in izvedel tri pohode proti Moskvi, na katerih je poskušal izkoristiti mladost moskovskega velikega kneza Dimitrija Ivanoviča, vendar se je slednjemu uspelo obraniti. 
Prvi vdori litovskih čet v Moskovsko kneževino so se zgodili leta 1363.  Leta 1368 je Algirdas izvedel prvi večji pohod proti Moskvi. Opustošil je moskovsko obmejno ozemlje in nato premagal vojsko starodubskega kneza Simeona Dmitrijeviča Krapive in obolenskega kneza Konstantina Jurijeviča. 21. novembra je Algirdas na reki Trosni porazil čete moskovske straže, Moskovskega kremlja pa mu ni uspelo zavzeti. 
Leta 1370 je Algirdas izvedel nov pohod proti Moskvi in opustošil okolico Voloka Lamskega. 6. decembra je oblegal Moskvo in začel pustošiti njeno okolico. Ko je prejel sporočilo, da knez Vladimir Andrejevič prihaja na pomoč Moskvi, se je Algirdas vrnil v Litvo. Leta 1372 je Algirdas ponovno napadel Moskovsko kneževino in dosegel Ljubuck, potem pa je veliki moskovski knez Dimitrij Ivanovič porazil Algirdasovo predhodnico in Litovci so z Moskvo sklenili premirje. Leta 1375 je Algirdas opustošil kneževino Smolensk.
Del moskovskega plemstva je želel prevzeti celotno ozemlje nekdanje Kijevske Rusije, vendar je večina ozemlja takrat pripadala Litvi. Poleg tega si je Moskva prizadevala razširiti svoj dostop do Baltskega morja, ki je postajalo vse pomembnejša trgovska pot.  Spor med Litvo in Moskvo se je s tem šele začel.

### 15. Stoletje: krepitev Moskve
Konflikti so se zaostrili med vladavino Dmitrijevega sina Vasilija I., poročenega  s Sofijo, edino hčerko litovskega velikega vojvode Vitautsasa. Leta 1394 je Vitautas opustošil kneževino Rjazan in do tal požgal veliko naselij. Leta 1402 se je sprl s svojim zetom zaradi oblasti nad kneževino Smolensk. Vitautas je zavzel zetovo prestolnico, Jurij Smolenski pa je pobegnil na dvor Vasilija I.  in poskušal pridobiti njegovo pomoč pri ponovni osvojitvi Smolenska. Vasilij je okleval, dokler ni Vitautas začel prodirati proti Pskovu. Zaskrbljen zaradi nenehne širitve Litve, je Vasilij poslal vojsko na pomoč Pskovčanom proti svojemu tastu. Ruska in litovska vojska sta se srečali blizu reke Ugre, vendar si nobeden od poveljnikov ni upal začeti spopada. Sledila je sklenitev miru, s katerim je Vitautas obdržal Smolensk. 

## Prva vojna (1487–1494)
Ivan III. se je imel za dediča propadlega Bizantinskega cesarstva in zagovornika vzhodne pravoslavne cerkve. Razglasil se je za suverena vse Rusije in zahteval dedne pravice do nekdanjih dežel Kijevske Rusije. Njegove ambicije so pripeljale do stalne rasti moskovskega ozemlja in moči. Prevlada Zlate horde, znana kot "mongolski jarem", se je končala leta 1480 s porazom kana Ahmeda bin Kučuka pri reki Ugri. Moskva je leta 1456 razširila svoj vpliv na Rjazansko kneževino, leta 1477 priključila Novgorodsko republiko in leta 1483 še Tversko kneževino. Nadaljnji ekspanzionistični cilji Ivana III. so bili v nasprotju z litovskimi interesi. 
Okrog leta 1486–1487 sta ozemlja ob slabo določeni litovsko-moskovski meji v zgornjem toku reke Oke napadla Moskovska kneževina in njen zaveznik, krimski kan Mengli I. Geraj. Napetosti so še naraščale. Avgusta 1492 je Ivan III. brez vojne napovedi začel velike vojaške akcije: zavzel in požgal je Mcensk, Ljubuck, Serpejsk in Meščovsk, vdrl v Mozalsk  in napadel ozemlje vjazemskih knezov. Pravoslavni plemiči so začeli prestopati na moskovsko stran, saj je ta obljubljala boljšo zaščito pred vojaškimi napadi in konec verske diskriminacije katoliških Litovcev. Ivan III. je leta 1493 uradno napovedal vojno Litvi, vendar se je spopad kmalu končal. Veliki litovski knez Aleksander Jagelo je v Moskvo poslal delegacijo, da bi se pogajala o miru, in 5. februarja 1494 je bil sklenjen "Večni" mirovni sporazum. Sporazum je kazal na prve litovske ozemeljske izgube v korist Moskve: izgubo Vjazemske kneževine in obsežnega ozemlja v zgornjem toku reke Oke. Površina izgubljenega ozemlja je bila ocenjena na približno 87.000 km2. Dan pred uradno potrditvijo sporazuma se je Aleksander Jagelo prek svojega pooblaščenega zastopnika Stanislava Kjesgaile zaročil  s Heleno, hčerko Ivana III.

## Druga vojna (1500–1503)
Sovražnosti so se obnovile maja 1500, ko je Ivan III. izkoristil načrtovano poljsko-ogrsko kampanjo proti Osmanskemu cesarstvu.  Niti Poljska niti Ogrska, zaskrbljeni zaradi osmanske grožnje, nista želeli pomagati Litvi. Povod za drugo vojno je bila domnevno verska nestrpnost do pravoslavcev na litovskem dvoru. Heleni je njen oče Ivan III. prepovedal spreobrniti se v katoliško vero, kar je Ivanu III. kot zagovorniku vseh pravoslavnih ponudilo številne priložnosti, da se vmeša v litovske zadeve in dobi podporo pravoslavnih vernikov.
Moskovčani so takoj zavzeli litovske trdnjave v Brjansku, Vjazmi, Dorogobužu, Toropcu in Putivu.  Moskovčanom so se pogosto pridružili lokalni plemiči, zlasti Vorotinski. Drugi napad se je začel z jugovzhoda za napadom na Kijevsko vojvodstvo, Volinijo in Podolje. 14. julija 1500 so Litovci v bitki pri Vedroši doživeli velik poraz in litovski veliki hetman Konstantin Ostroški je bil ujet. Poraz je bil eden od razlogov za predlagano Mjelniško unijo med Poljsko in Litvo.  Novembra 1501 so bili Litovci ponovno poraženi v bitki pri Mstislavlju, naslednje leto pa so Krimski Tatari uničili litovsko zaveznico Zlato Hordo, ko so osvojili njeno prestolnico Novi Saraj.
Junija 1501 je umrl poljski kralj Ivan I. Albert. Najmočnejši kandidat za njegovega naslednika na poljskem prestolu je bil njegov brat Aleksander Jagelo, kar mu je povzročilo obilo skrbi. Da bi se zoperstavil verskim obtožbam, je poskušal vzpostaviti cerkveno zvezo med katoličani in pravoslavci, kot je bilo predvideno na Florentinskem koncilu: pravoslavci bi ohranili svojo vero, vendar bi sprejeli papeža za svojega duhovnega suverena. Kijevski metropolit se je strinjal s takšno ureditvijo, kraljeva žena Helena pa je protestirala. Poljski plemiči, med njimi škof Erazem Ciołek in kardinal Friderik Jagelo, so razpravljali o možnosti prekinitve kraljeve zakonske zveze.
Medtem se je vojna nadaljevala, a za Moskvo ne več tako uspešno. Ko so v regijo prispele litovske sile, se je prodiranje moskovske vojske upočasnilo. Poleg tega se je Litvi pridružil Livonski red pod vodstvom Wolterja von Plettenberga. Livonske čete so avgusta 1501 zmagale v bitki pri reki Sirici, oblegale Pskov in septembra 1502 zmagale v bitki pri jezeru Smolino. Leta 1502 je Ivan III. organiziral akcijo za zavzetje Smolenska, vendar je mesto zaradi slabe moskovske strategije in nezadostnega topništva zdržalo obleganje. Sredi leta 1502 so se začela mirovna pogajanja. Aleksandrov posrednik na njih je bil Vladislav II. Ogrski. Na pogajanjih je bilo na praznik Marijinega oznanjenja, 25. marca 1503, sklenjeno šestletno premirje. Velika litovska kneževina je izgubila približno 210.000 km2 ali tretjino svojega ozemlja: Černigov, Novgorod-Seversk, Starodub in ozemlja v zgornjem  toku reke Oke. Po besedah ruskega zgodovinarja Matveja Kuzmiča Ljubavskega je Litva izgubila 70 oblasti z 22 mesti in 13 vasmi. Litovci so Ivanu III. priznali naslov suverena vse Rusije.
Med moskovsko-litovsko vojno  je vojska Krimskih Tatarov leta 1503 izropala južna litovska mesta Slutsk, Kletsk in Njasviž in celo ogrozila prestolnico Vilno. Aleksander Jagelo je nato ukazal zgraditi obrambno obzidje okoli svoje prestolnice, ki je bil dokončano leta 1522.

## Tretja vojna (1507–1508)
Leta 1506 je Aleksander umrl. Za njegovega naslednika se je potegoval tudi moskovski knez Vasilij III. Ivanovič, ki je leta 1505 nasledil svojega očeta Ivana III. Poljski plemiči so za svojega novega kralja izbrali Sigismunda I. Starega, ki je bil okronan tudi za velikega kneza Litve. Leta 1507 je Sigismund I. poslal odposlance v Moskvo z zahtevo po vrnitvi ozemelj, pridobljenih s premirjem leta 1503. Istočasno je krimski kan Mengli I. Geraj prekinil zavezništvo z Moskvo zaradi njenega pohoda na Kazan. Sigismund I. je prejel jarlik za moskovska ozemlja Novgorod, Pskov in Rjazan.
Vojna se je prepletala z uporom Mihaela Glinskega, dvornega maršala Litve, ljubljenca Aleksandra Jagela in človeka priložnosti. Ko je Sigismund I. Stari leta 1506 nasledil Aleksandra, Glinskemu ni izkazal enake naklonjenosti kot Aleksander. Jan Zabrzeziński, trakajski vojvoda in stari politični nasprotnik Glinskega, je slednjega obtožil izdaje. Trdil je, da je Glinski zastrupil velikega kneza Aleksandra in imel ambicije, da bi sam postal kralj. Glinski je nato organiziral upor, februarja 1508 umoril Zabrzezińskega in se razglasil za zagovornika pravoslavne vere, čeprav je bil katoličan mongolskega rodu. Njegovi privrženci so neuspešno napadli grad Kaunas, da bi osvobodili Ahmeda, kana Velike Horde. Glinski se je nato uveljavil v Turovu, navezal stike z Vasilijem III. in se nato začel umikati proti Moskvi in poskušal zavzeti Minsk, Slutsk, Mstsislav in Kričav. Mazir mu je uspelo zavzeti šele, ko je njegov sorodnik odprl mestna vrata. Pri Orši se je združil z moskovskimi silami, vendar ga je veliki hetman Litve Konstantin Ostroški porazil. Niz njegovih porazov je pokazal, da upora, kljub trditvam, da ščiti pravice pravoslavnega prebivalstva, prebivalstvo na splošno ni podpiralo in se ni razširil.
Tretja vojna se končala brez zmagovalca s sklenitvijo  "večnega mirovnega sporazuma" 8. oktobra 1508. Sporazum je potrdil meje, sklenjene s premirjem leta 1503.

## Četrta vojna (1512–1522)
Odnosi med državama so kljub mirovnemu sporazumu ostali napeti. Sigismund I. je zahteval izročitev Mihaela Glinskega, da bi mu sodili, medtem ko je Vasilij III. zahteval boljše ravnanje s svojo ovdovelo sestro Heleno. Vasilij je tudi odkril, da je Sigismund plačeval kanu Megliju I. Geraju, da je napadel Moskovsko veliko kneževino. Ob istem času je veliki mojster Tevtonskega reda postal Albert Pruski,  ki ni hotel priznati poljske suverenosti, kot je zahteval Drugi torunjski mir iz leta 1466.  Napetosti so sčasoma povzročile poljsko-tevtonsko vojno (1519–1521) in povezovanje Maksimilijana I., cesarja Svetega rimskega cesarstva, z Vasilijem III.
Decembra 1512 je Moskva vdrla v Veliko litovsko kneževino, da bi zavzela njeno  glavno trgovsko središče Smolensk. Prvo obleganje mesta, ki je trajalo šestintrideset tednov, ni uspelo, potem pa je mesto julija 1514 kljub temu padlo. Podregent Smolenska je postal knez Vasilij Nemoj Šujski. Njegovo imenovanje je razjezilo Glinskega, da je zagrozil, da se bo ponovno pridružil Sigismundu I., a so ga Rusi zaprli.
Rusija je nato doživela niz porazov. Leta 1512 je veliki hetman Litve Konstantin Ostroški opustošil Severijo in premagal 6000-glavo rusko vojsko. 8. septembra 1514 so Rusi doživeli velik poraz v bitki pri Orši. Litovska vojska po zmagi ni bila dovolj hitra, da bi ponovno zavzela Smolensk. Leta 1518 so bile ruske sile poražene med obleganjem Polocka, ko je po legendi litovske sile navdihnil pogled na njihovega zavetnika svetega Kazimirja. Rusi so ponovno vdrli v Litvo leta 1519 in osvojili  Oršo, Mogilev, Minsk, Vitebsk in Polock. 
Do leta 1521 je Sigismund I. premagal velikega mojstra tevtonskega reda in se povezal s kazanskimi in krimskimi Tatari proti Moskvi. Krimski kan Mehmed I. Geraj je izvedel uničujoč napad na moskovsko kneževino, zaradi česar se je moskovski veliki knez zavezal k plačilu davka. V napadu so sodelovale tudi litovske čete in poskušale zavzeti Rjazan.
Leta 1522 je bil podpisan sporazum za petletno premirje brez izmenjave ujetnikov in to, da Rusija obdrži oblast nad Smolenskom. Premirje je bilo nato podaljšano do leta 1534.

## Peta ali starodubska vojna (1534–1537)
Ob Vasilijevi smrti leta 1533 je bil njegov sin in dedič Ivan IV. star le tri leta. Ivanova mati Elena Glinskaja je delovala kot regentka in se z drugimi sorodniki in bojarji borila za oblast. Poljsko-litovski monarh se je odločil izkoristiti situacijo in zahteval vrnitev ozemelj, ki jih je osvojil Vasilij III. Poleti 1534 so veliki hetman Jerzy Radziwiłł in Tatari opustošili okolico Černigova, Novgorod-Severskega, Radogošča, Staroduba in Brjanska. Oktobra 1534 je moskovska vojska pod poveljstvom kneza Ovčina-Telepneva-Obolenskega, kneza Nikite Obolenskega in kneza Vasilija Šujskega vdrla v Litvo, napredovala do Vilne in Novogrudoka ter naslednje leto zgradila trdnjavo ob Sebeškem jezeru, preden so jo ustavili. Litovska vojska pod vodstvom hetmana Radziwila, Andreja Nemiroviča, poljskega hetmana Jana Tarnowskega in Semena Belskega je začela močan protinapad in zavzela Gomel in Starodub.
Leta 1536 so Nemirovičeve litovske sile poskušale oblegati trdnjavo Sebež, vendar jih je posadka trdnjave premagala. Moskovčani so nato napadli Ljubeč, razdejali Vitebsk in zgradili trdnjavi pri Veližu in Zavoločah. Litva in Rusija sta se nato dogovorili za petletno premirje brez izmenjave ujetnikov. V tem času je Homel ostal pod litovsko oblastjo, medtem ko je Moskva obdržala Sebež in Zavoloče.
| Leto | Ozemlje (približno)   | Komentar                                                                              |
| ---- | --------------------- | ------------------------------------------------------------------------------------- |
| 1429 | 930.000 km2           | Največji obseg                                                                        |
| 1430 | Izguba 21.000 km2     | Izguba zahodnega Podolja v korist Poljske med litovsko državljansko vojno (1431–1435) |
| 1485 | Izguba 88.000 km2     | Izguba Jedisana v korist Krimskega kanata                                             |
| 1494 | Izguba 87.000 km2     | Prva vojna z Rusijo                                                                   |
| 1503 | Izguba 21.000 km2     | Druga vojna z Rusijo                                                                  |
| 1522 | Izguba 56.000 km2     | Četrta vojna z Rusijo; vključno s Smolenskom                                          |
| 1537 | Pridobitev 20.000 km2 | Peta vojna z Rusijo                                                                   |
| 1561 | Pridobitev 85.000 km2 | Pridobitev Livonske kneževine z Vilenskim sporazumom                                  |
| 1569 | Izguba 170.000 km2    | Prenos ukrajinskega ozemlja na Poljsko z Lublinsko unijo                              |
| 1582 | Izguba 40.000 km2     | Livonska vojna                                                                        |
| 1583 | 365.000 km2           | Ozemlje po livonski vojni                                                             |

## Livonska vojna (1558–1583)
Rusko carstvo  je bilo  uradno razglašeno leta 1547, ko je bil Ivan IV. okronan za carja vse Rusije. Car si je prizadeval v carstvo vključiti vse etnično ruske dežele nekdanje Kijevske Rusije in s kneževinami okoli Baltskega morja začel livonsko vojno. 
Med vladavino Sigismunda II. Avgusta na Poljskem in v Litvi je car Ivan IV. vdrl v Livonijo, najprej leta 1558, ko so livonski vitezi iskali zavezništvo s Poljsko in Litvo. Poljaki in Litovci so lahko branili le južno Livonijo. Litva in Poljska sta bili sprva povezani z Dansko in sta se borili proti Ruskemu carstvu v zavezništvu s Švedsko, a so se po nekaj letih koalicije spremenile in Poljska-Litva se je povezala s Švedsko proti Rusiji in Danski. Sčasoma je premirje iz leta 1570 razdelilo Livonijo med udeležence vojne, pri čemer je Litva pridobila Rigo, Rusi pa so razširili dostop do Baltskega morja z zavzetjem Narve. 
Zaradi vse večjega pritiska carja na Litvo je litovsko nižje plemstvo pritiskalo na velikega litovskega kneza in magnate, da bi pridobilo enake pravice kot poljsko plemstvo (šlahta), tj. zlate svoboščine. Sčasoma,  potem ko je Sigismund II. Avgust prenesel pomembna ozemlja Litovske velike kneževine na Poljsko in po mesecih težkih pogajanj, so Litovci leta 1569 delno sprejeli poljske zahteve in sklenili zvezo med državama z Lublinsko unijo. Nastala je poljsko-litovska Republika obeh narodov. V naslednji fazi vojne je Ivan IV. leta 1577 izkoristil notranje spore v Republiki obeh narodov  in med vladavino Štefana Batoryja vdrl v Livonijo in hitro zavzel skoraj celotno ozemlje, razen Rige in Revala (zdaj Talin). Ta vojna je trajala od leta 1577 do 1582. 
Štefan Batory je odgovoril z nizom treh ofenziv proti Rusiji, da bi Livonijo odrezal od glavnine ruskega ozemlja. Med svojo prvo ofenzivo leta 1579 je z 22.000 možmi je ponovno zavzel Polock,  opustošil okolico Smolenska in Severijo do Staroduba. Med drugo ofenzivo je leta 1580 z 29.000 možmi zavzel Veliž, Usvjat in Velikije Luki. Leta 1581 so Litovci požgali Staro Ruso. Štefan Batory je nato 100.000 možmi  začel oblegati Pskov, vendar mu trdnjave ni uspelo zavzeti. Dolgotrajno in neuspešno  obleganje je pripeljalo do pogajanj, ki so se s pomočjo papeškega legata Antonia Possevina končala z Jam Zapoljskim sporazumom. Car se je odrekel  svojim zahtevam po Livoniji in Polocku, osrednjih ruskih ozemelj pa ni odstopil. Mir je trajal četrt stoletja, dokler niso sile Republike obeh narodov leta 1605 ponovno vdrle v Rusijo. 
- Karl Brullov: Obleganje Pskova
- Jan Matejko: Batory v Pskovu